# Gary Crewe

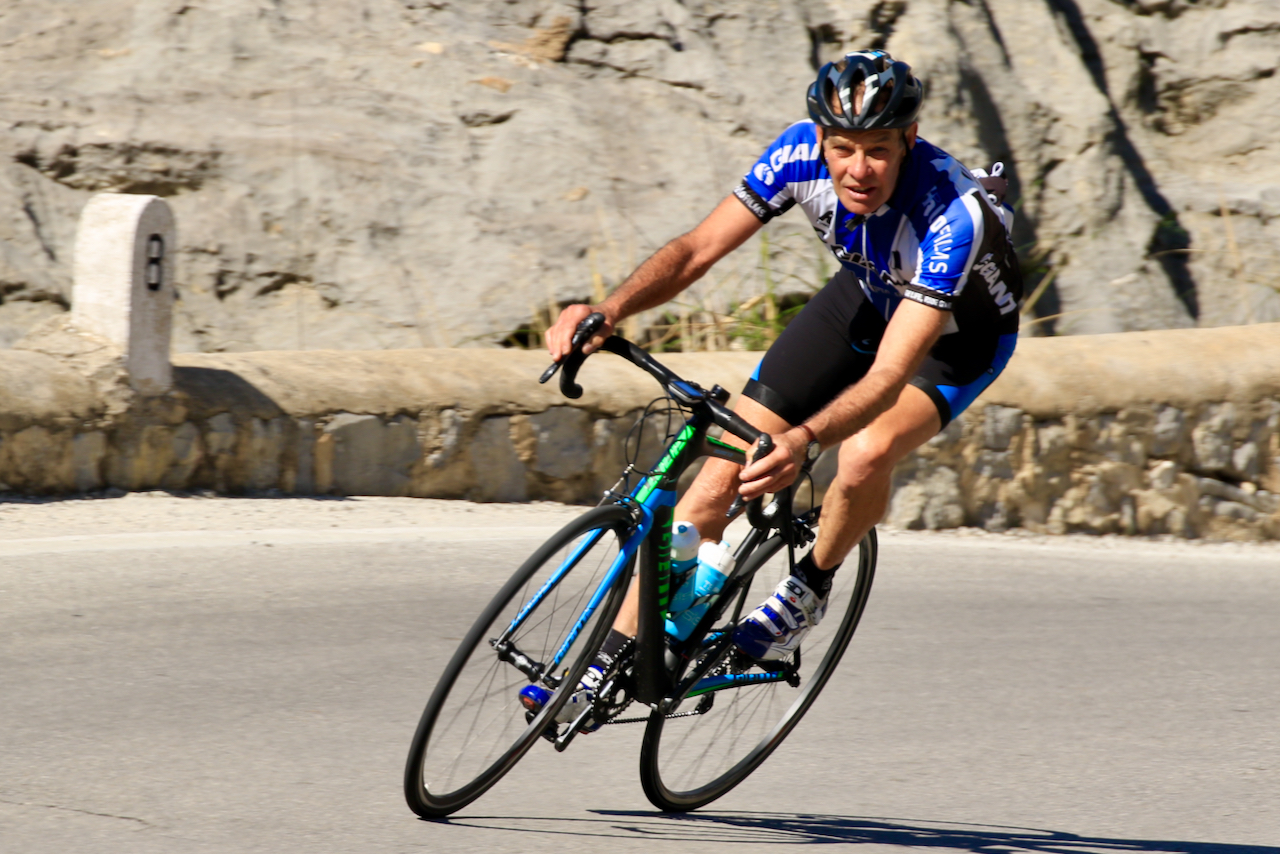
Gary Crewe

Gary Crewe (* 25. März 1946 in Matlock (Derbyshire)) ist ein ehemaliger britischer Radrennfahrer und nationaler Meister im Radsport.

## Sportliche Laufbahn
Crewe war im Straßenradsport aktiv. Als Amateur gewann er 1970 das Eintagesrennen Manx International vor John Watson und wurde Zweiter der nationalen Meisterschaft im Straßenrennen. Bei den Commonwealth Games kam er auf den 8. Platz im Einzelrennen. Bei den UCI-Straßen-Weltmeisterschaften 1970 wurde er 77. im Einzelrennen.
1971 wurde er Berufsfahrer im Radsportteam Holdsworth-Campagnolo und blieb bis 1977 als Radprofi aktiv. 1972 gewann er die nationale Meisterschaft im Straßenrennen vor Les West. Er gewann als Profi einige Rennen in Großbritannien. In der Tour de Suisse 1973 kam er auf den 35. Gesamtrang.